# تویوتا اوپا
تویوتا اوپا (Toyota Opa) خودرویی است که در سال‌های ۲۰۰۰ تا ۲۰۰۵تولید شده‌است.
طراحی آن موتور جلو، خودرو محور جلو، خودرو چهار چرخ محرک بوده طول آن در حالت طبیعی ۴٬۲۵۰ میلیمتر (۱۶۷ اینچ)، عرض آن در حالت طبیعی ۱٬۶۹۵ میلیمتر (۶۶٫۷ اینچ)، ارتفاع آن در حالت طبیعی ۱٬۵۲۵ میلیمتر (۶۰٫۰ اینچ) و وزن آن در حالت طبیعی ۱٬۳۱۰ کیلوگرم (۲٬۸۹۰ پوند) است.